# Carlos Gerardo Rodríguez
Carlos Gerardo Rodríguez Serrano (ur. 16 kwietnia 1985 w Culiacán) – meksykański piłkarz występujący na pozycji lewego obrońcy, obecnie zawodnik Toluki.

## Kariera klubowa
Rodríguez jest wychowankiem akademii juniorskiej klubu CF Pachuca, do którego pierwszej drużyny został włączony jako osiemnastolatek przez szkoleniowca Víctora Manuela Vuceticha, początkowo występując jako napastnik. W meksykańskiej Primera División zadebiutował 4 kwietnia 2004 w zremisowanym 1:1 spotkaniu z Atlasem, jednak nie potrafił sobie wywalczyć miejsca w pierwszej jedenastce i niedługo po tym udał się na wypożyczenie do drugoligowej filii zespołu – Pachuca Juniors, gdzie spędził rok w roli podstawowego zawodnika. Po powrocie do Pachuki, w wiosennym sezonie Clausura 2006, zdobył swoje pierwsze mistrzostwo Meksyku, wciąż pełniąc jednak rolę rezerwowego. Regularniej zaczął pojawiać się na boiskach po przyjściu trenera Enrique Mezy, który przekwalifikował go na pozycję środkowego pomocnika. W ciągu kolejnych trzech lat, najbardziej obfitych w trofea w historii klubu, był jednym z ważniejszych graczy prowadzonej przez Mezę drużyny Pachuki. Jeszcze w 2006 roku zajął drugie miejsce w krajowym superpucharze – Campeón de Campeones oraz triumfował w południowoamerykańskich rozgrywkach Copa Sudamericana.
Premierowego gola w najwyższej klasie rozgrywkowej Rodríguez strzelił 25 lutego 2007 w wygranej 4:3 konfrontacji z Tecos UAG i w tym samym sezonie Clausura 2007 po raz drugi osiągnął z Pachucą tytuł mistrza Meksyku. W tamtym roku triumfował również ze swoją ekipą w najbardziej prestiżowych rozgrywkach północnoamerykańskiego kontynentu – Pucharze Mistrzów CONCACAF, a także w SuperLidze i zajął drugie miejsce w superpucharze Ameryki Południowej – Recopa Sudamericana. Wziął także udział w Klubowych Mistrzostwach Świata, które Pachuca ukończyła ostatecznie na szóstej lokacie. W 2008 roku kolejny raz triumfował w północnoamerykańskim Pucharze Mistrzów, dzięki czemu ponownie wziął udział w Klubowych Mistrzostwach Świata; tym razem ukończył je na czwartym miejscu. W wiosennym sezonie Clausura 2009 zanotował z Pachucą tytuł wicemistrzowski oraz zajął drugie miejsce w rozgrywkach kwalifikacyjnych do Copa Libertadores – InterLidze. Wówczas miał już niepodważalne miejsce w wyjściowym składzie i od tamtego czasu występował na pozycji bocznego obrońcy.
W 2010 roku Rodríguez po raz trzeci triumfował z Pachucą, prowadzoną już przez argentyńskiego szkoleniowca Guillermo Rivarolę, w rozgrywkach Ligi Mistrzów CONCACAF. Dzięki temu kilka miesięcy później ponownie wystąpił w Klubowych Mistrzostwach Świata, gdzie wraz z resztą drużyny spisał się jednak gorzej niż przed dwoma laty, zajmując piąte miejsce. Ogółem w barwach Pachuki spędził niemal osiem lat, odnosząc wiele sukcesów zarówno na arenie krajowej, jak i międzynarodowej. W lipcu 2012 został ściągnięty przez Enrique Mezę do zespołu Deportivo Toluca, gdzie od razu został kluczowym piłkarzem linii obrony i w jesiennym sezonie Apertura 2012 zdobył swoje drugie wicemistrzostwo kraju. Po upływie półtora roku został wypożyczony do Chivas de Guadalajara, w ramach rozliczenia za transfer Miguela Ponce, gdzie bez większych sukcesów grał przez rok jako podstawowy obrońca.
| Sezon     | Klub                  | Kraj   | Rozgrywki  | Mecze | Bramki |
| --------- | --------------------- | ------ | ---------- | ----- | ------ |
| 2003/2004 | CF Pachuca            | Meksyk | Liga MX    | 3     | 0      |
| 2004/2005 | Pachuca Juniors       | Meksyk | Ascenso MX | 31    | 3      |
| 2005/2006 | CF Pachuca            | Meksyk | Liga MX    | 5     | 0      |
| 2006/2007 | CF Pachuca            | Meksyk | Liga MX    | 36    | 1      |
| 2007/2008 | CF Pachuca            | Meksyk | Liga MX    | 31    | 3      |
| 2008/2009 | CF Pachuca            | Meksyk | Liga MX    | 36    | 0      |
| 2009/2010 | CF Pachuca            | Meksyk | Liga MX    | 33    | 0      |
| 2010/2011 | CF Pachuca            | Meksyk | Liga MX    | 31    | 1      |
| 2011/2012 | CF Pachuca            | Meksyk | Liga MX    | 30    | 2      |
| 2012/2013 | Deportivo Toluca      | Meksyk | Liga MX    | 38    | 6      |
| 2013/2014 | Deportivo Toluca      | Meksyk | Liga MX    | 17    | 0      |
| 2013/2014 | Chivas de Guadalajara | Meksyk | Liga MX    | 12    | 2      |
| 2014/2015 | Chivas de Guadalajara | Meksyk | Liga MX    | 15    | 0      |
| 2014/2015 | Deportivo Toluca      | Meksyk | Liga MX    | 16    | 1      |
| 2015/2016 | Deportivo Toluca      | Meksyk | Liga MX    |       |        |

## Kariera reprezentacyjna
W 2005 roku Rodríguez został powołany przez argentyńskiego trenera Humberto Grondonę do reprezentacji Meksyku U-20 na Mistrzostwa Ameryki Północnej U-20. Na honduraskich boiskach był podstawowym graczem kadry narodowej, rozgrywając wszystkie trzy spotkania (z czego dwa w wyjściowym składzie), zaś jego drużyna spisała się znacznie poniżej oczekiwań – zanotowała wówczas zwycięstwo i dwie porażki, zajmując trzecie miejsce w grupie, przez co nie zakwalifikowała się na rozgrywane kilka miesięcy później Mistrzostwa Świata U-20 w Holandii.
W seniorskiej reprezentacji Meksyku Rodríguez zadebiutował za kadencji selekcjonera Hugo Sáncheza, 22 sierpnia 2007 w przegranym 0:1 meczu towarzyskim z Kolumbią.